# Epidendrum nocturnum
Espèce
Statut CITES
Epidendrum nocturnum est une espèce de plante à fleurs de la famille des Orchidaceae. Elle est dénommée nocturnal epidendrum.

## Description
Epidendrum nocturnum  atteint 110 cm, présente 4 à 10 feuilles vert foncé, de forme elliptique et alternées sur la tige, et jusqu'à 5 fleurs sur un racème à tige courte. L'inflorescence comporte une fleur ou une paire de fleurs. Les pétales et les sépales sont de couleur jaunâtre, de forme longue et fine, et le labelle de 40 mm est blanc à trois lobes. La plupart des fleurs sont autofécondées avant de s'ouvrir. La période de floraison de cette orchidée s'étend de juillet à janvier, mais elle peut fleurir à n'importe quel moment de l'année. 

## Répartition et habitat
Epidendrum nocturnum  est présente en Floride, Bahamas, Antilles, Belize, Amérique centrale jusqu'au nord du Brésil et aux Guyanes. Epidendrum nocturnum est commun dans le sud de la Floride.
Cette orchidée pousse dans les marécages et les hamacs du sud de la Floride sur plusieurs variétés d'arbres, dont le palmier-chou, le frêne et le pommier. 

## Génétique
Le nombre de chromosomes haploïdes de Epidendrum nocturnum  est de n = 20.  La variété diploïde a été déterminé comme étant à la fois comme étant 2n = 40 et 2n = 80..
En 1984, la variété Epidendrum nocturnum var. guadeloupense a été déterminée comme ayant un nombre de chromosomes diploïdes de 2 n  = 42-48.  Le 7 novembre 2010, Kew n'a pas reconnu l'existence de cette variété dans sa World Checklist of Selected Plant Families.

## Systématique
Le nom correct complet (avec auteur) de ce taxon est Epidendrum nocturnum Jacq..
Epidendrum nocturnum a pour synonymes :
- Amphiglottis nocturna (Jacq.) Britton
- Auliza nocturna (Jacq.) Small
- Epidendrum bahiense Rchb.f.
- Epidendrum carolinianum Lam.
- Epidendrum discolor A.Rich. & Galeotti
- Epidendrum leucarachne Schltr.
- Epidendrum nocturnum var. angustifolium Stehlé
- Epidendrum nocturnum var. minor Schltr.
- Epidendrum obtusifolium Willd.
- Nyctosma nocturna (Jacq.) Raf.
- Phaedrosanthus nocturnus (Jacq.) Kuntze